# Tolerancia cero (programa de televisión)
Tolerancia cero es un programa de televisión chileno de debate político y entrevistas actualmente transmitido por CNN Chile. 
Creado en 1999, fue transmitido ininterrumpidamente hasta el 13 de septiembre de 2015 por Chilevisión, con un receso de 20 meses fuera de las pantallas, regresando el 21 de mayo de 2017 y transmitiéndose en simultáneo con CNN Chile. En 2018 se realizó una nueva temporada, en donde dejó Chilevisión para emitirse de forma exclusiva por CNN Chile. Luego de dos años, una nueva temporada se estrenó por CNN Chile el 23 de agosto de 2020.

## Historia

### Estreno y emisión matinal (1999-2004)
Tolerancia cero comenzó en julio de 1999, creado por Alejandro Guillier y Felipe Pozo, entonces Director Ejecutivo y Director de Prensa de Chilevisión, respectivamente, quienes llevaron sus discusiones tras de cámara a un programa de televisión. El nombre se inspiró en la política de «tolerancia cero» de Rudolph Giuliani. Inicialmente era emitido los domingos a las 10:30 de la mañana, y sólo contemplaba la conversación de sus panelistas, sin invitados, que en un principio fueron Guillier, Fernando Villegas y Mauricio Israel, a quienes se les uniría el analista internacional colombiano Libardo Buitrago en marzo de 2000.
Tras la salida de Israel de Chilevisión en marzo de 2001, Felipe Pozo asumió su lugar por unos meses, pues el 9 de noviembre de ese año fue removido de la dirección ejecutiva del canal. En la temporada 2002 se integró el periodista y comentarista deportivo Aldo Schiappacasse y el 9 de marzo de 2003 se integró el periodista Fernando Paulsen tras la salida de Buitrago de CHV a Mega.

### Consolidación en horario prime (2004-2015)

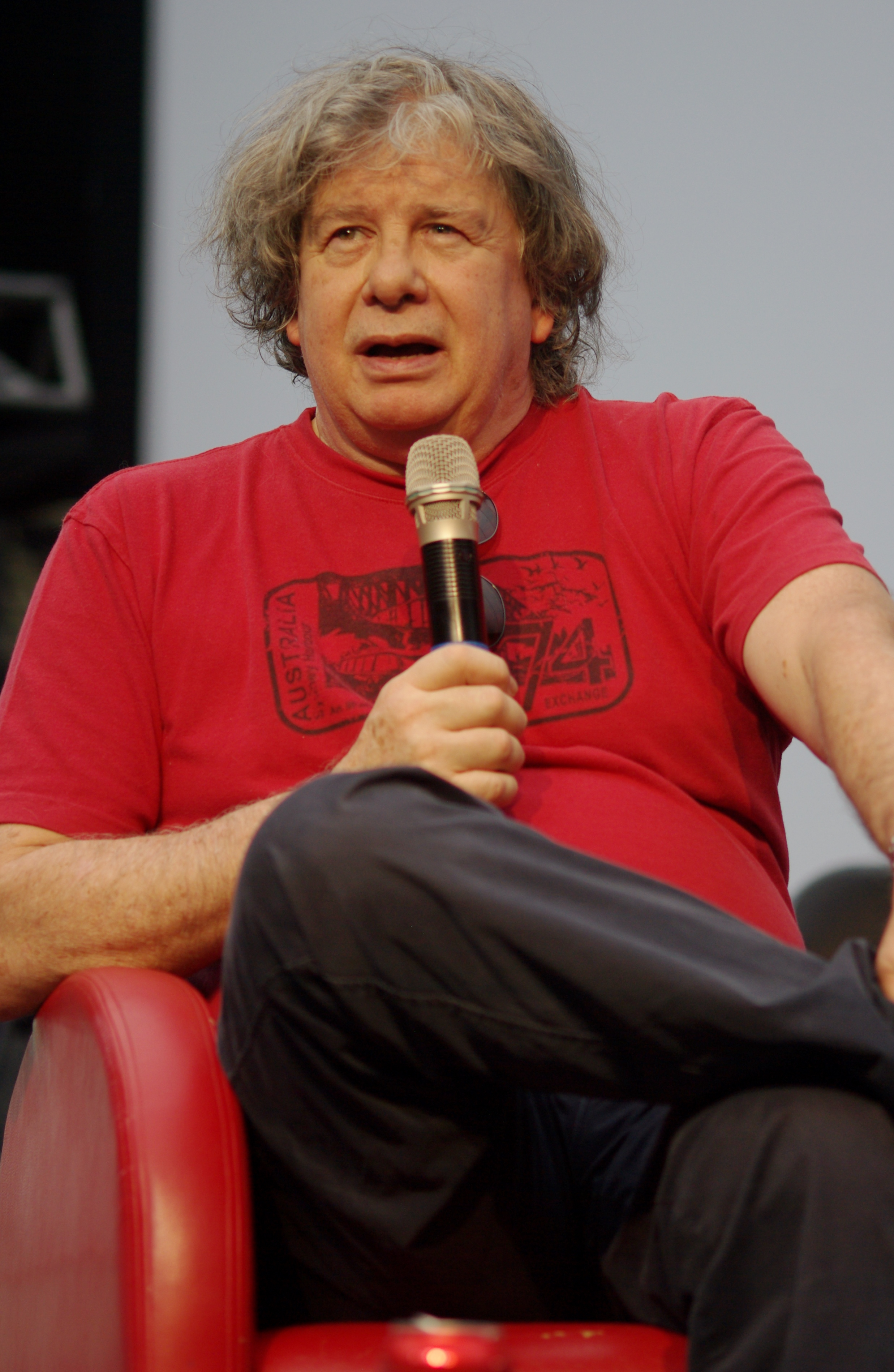
Fernando Villegas fue el panelista que se mantuvo más tiempo de forma ininterrumpida en el programa, entre 1999 y 2017.

El 17 de octubre de 2004, el programa fue reubicado en la franja de las 22:00 horas —«horario estelar» de la televisión chilena—, por decisión del entonces director ejecutivo de Chilevisión, Javier Urrutia, sobre la base de la idea propuesta por Fernando Paulsen. Desde entonces se posicionó como el espacio televisivo más importante de debate público en el país y un programa de referencia del domingo.
En junio de 2005, Schiappacasse renunció a Chilevisión y fue reemplazado por Sergio Melnick. En junio de 2007, Paulsen congeló su participación en el programa para ir a estudiar a la Universidad de Harvard, siendo reemplazado momentáneamente por Patricio Navia y luego por Matías del Río. En julio de 2008 renunció Melnick, y fue reemplazado por Felipe Morandé el 10 de agosto de ese año. En julio de 2008, Paulsen regresó a Chile y retomó su espacio de panelista en el programa.
Guillier, quien había estado desde los inicios del programa, dejó el espacio en diciembre de 2008, pasando a ser rostro ancla del Canal 24 Horas de TVN. El 12 de abril de 2009 se integró el abogado Juan Carlos Eichholz, quien estuvo hasta 2011, siendo reemplazado por el periodista Cristian Bofill. Bofill dejó el programa en agosto de 2013 para asumir como director de prensa de Canal 13, y en la temporada 2014 se integró Felipe Bianchi.
En 2015 se generó una crisis en el programa, debido a la renuncia de Paulsen a Chilevisión, el 26 de mayo, tras el despido del director ejecutivo del canal, Jaime de Aguirre. Posteriormente, Bianchi anunció su salida de Tolerancia Cero para radicarse temporalmente en los Estados Unidos, siendo reemplazado por Mónica González, la primera mujer panelista en la historia del programa. En agosto de ese año, Del Río anunció su renuncia a Chilevisión. Todo ello, sumado a las serias diferencias entre el equipo y la nueva dirección ejecutiva liderada por Francisco Mandiola, llevaron al canal a finalizar el programa, cuyo último capítulo se realizó el 13 de septiembre.

### Reestreno y traspaso a CNN Chile (2017-2018)
A inicios de 2017, por decisión del director ejecutivo de Chilevisión, Jorge Carey, se anunció el reestreno del programa, que sería integrado por sus antiguos panelistas Fernando Paulsen —quien volvió al canal en marzo de ese año para conducir Última mirada— y Fernando Villegas, a quienes se les sumaron Mónica Rincón y Daniel Matamala, ambos rostros ancla de CNN Chile, canal que también pertenece a Turner, y que comenzó a transmitir el programa junto a Chilevisión. En mayo de ese año se confirmó la quinta panelista del espacio, Catalina Parot. El 14 de mayo se emitió Tolerancia desde cero, un recuento de la historia del programa con entrevistas a sus panelistas históricos, mientras que su reestreno ocurrió el domingo siguiente, el 21 de mayo, episodio donde no hubo invitados.
Los días 19 de noviembre y 17 de diciembre de 2017 se realizó un especial llamado Tolerancia electoral, donde se cambió el formato tradicional para analizar los resultados de las elecciones presidencial y parlamentarias de ese año, con la inédita presencia de público en el estudio.
Para la temporada 2018, el panel del programa sufrió nuevos cambios, con la salida de Fernando Villegas tras casi 19 años en el programa, y de Catalina Parot, quien presentó su renuncia; mientras tanto, continuaron como panelistas Paulsen, Rincón y Matamala (quien a mediados de año regresó a Chile tras pasar una temporada de estudios en Estados Unidos). Ese año el programa pasó a ser emitido únicamente por CNN Chile, debido al cambio de identidad programática de Chilevisión, siendo reemplazado en su horario por los programas de concursos Pasapalabra y Bake Off Chile.

### Ciclo con paneles alternativos (2020-)
El programa no fue emitido durante 2019, aunque en marzo de 2020 se anunció que se evaluaba su regreso. En agosto de ese mismo año se confirmó una nueva temporada de Tolerancia cero en CNN Chile, que de forma inédita incluyó dos paneles que se iban alternando en cada episodio, y además con paridad de género entre los panelistas. Un primer panel está conformado por Fernando Paulsen (como moderador), Mónica Rincón, Francisco Covarrubias y Paula Escobar, mientras que el segundo panel está conformado por Matilde Burgos (como moderadora), Daniel Matamala, Macarena Lescornez y Daniel Mansuy. Dicho formato de dos paneles se mantuvo para 2021 con los mismos participantes.

## Panelistas
Los panelistas del espacio, por orden de aparición en el programa, han sido:
- Alejandro Guillier (1999-2008)
- Mauricio Israel (1999-2000)
- Fernando Villegas (1999-2015; 2017)
- Libardo Buitrago (2000-2002)
- Felipe Pozo (2001)
- Aldo Schiappacasse (2002-2005)
- Fernando Paulsen (2003-2007; 2008-2015; 2017-2018; 2020-)
- Sergio Melnick (2005-2008)
- Patricio Navia (2007)
- Matías del Río (2007-2015)
- Felipe Morandé (2008)
- Juan Carlos Eichholz (2009-2011)
- Cristian Bofill (2011-2013)
- Felipe Bianchi (2014-2015)
- Mónica González (2015)
- Daniel Matamala (2017-2018; 2020-2023)
- Mónica Rincón (2017-2018; 2020-)
- Catalina Parot (2017)
- Francisco José Covarrubias (2020-)
- Paula Escobar (2020-)
- Matilde Burgos (2020-)
- Daniel Mansuy (2020-)
- Macarena Lescornez (2020-)
- Sebastián Izquierdo R. (2022-)

En cursiva, años en que la persona indicada se desempeñó como moderador del panel.

## Entrevistados y polémicas
En Tolerancia cero han sido entrevistadas las más destacadas personalidades de la política, la economía y el mundo académico y cultural en Chile, incluyendo a los presidentes en ejercicio Ricardo Lagos —quien fue el primer invitado del espacio en 2001—, Michelle Bachelet (sólo en su primer mandato) y Sebastián Piñera; otros políticos (y candidatos) como senadores, diputados, ministros y alcaldes; además de empresarios, intelectuales, líderes de opinión, dirigentes sociales y académicos de variada índole.
Entre los episodios más recordados por su repercusión están la entrevista realizada a James Hamilton el 20 de marzo de 2011, quien detalló los abusos de que fue víctima por parte del sacerdote Fernando Karadima, y acusó al cardenal Francisco Javier Errázuriz de no haber hecho nada pese a las denuncias; el tenso debate por educación del 13 de noviembre de 2011, entre la entonces presidenta de la FECh Camila Vallejo y la senadora Ena von Baer, a quien la primera trató de «senadora designada»; la entrevista hecha el 12 de junio de 2011 al entonces ministro de Educación, Joaquín Lavín, cuando reconoció no haber perdido su inversión económica en la privada Universidad del Desarrollo, que según la legislación chilena debiera operar sin fines de lucro; y la íntima conversación con el escritor Pablo Simonetti en mayo de 2012, respecto a la desigualdad de derechos de la comunidad LGBT.
Algunas de las polémicas suscitadas por panelistas del programa incluyen el enfrentamiento entre Fernando Paulsen y Pablo Longueira, el 6 de mayo de 2013, donde el primero, tras preguntarle a Longueira a si había votado por el «Sí» en el plebiscito de 1988, lo desmintió diciendo que su inscripción electoral era de 1989, lo cual era erróneo, por lo cual Paulsen tuvo que pedir disculpas al episodio siguiente. Otro momento que generó críticas fue la declaración de Fernando Villegas durante la entrevista del 26 de julio de 2015 a Carmen Gloria Quintana, víctima del Caso Quemados ocurrido durante la dictadura, a quien dijo que «pasó la vieja no más, hoy el país está en otra» cuando Quintana exigía explicaciones al Ejército por las violaciones a los derechos humanos.